# Бан Чао
Бан Чао (на китайски: 班超; на пинин: Ban Chao) е военачалник от империята Хан.

## Биография
Той е роден през 32 година в семейството на хрониста Бан Бяо. Започнатата от баща му хроника „Ханшу“ е довършена от брат му Бан Гу и сестра му Бан Джао. През 70-те години Бан Чао е назначен за управител на „Западните области“ и през следващите години, с умело маневриране между местните княжества и противопоставяйки се на влиянието на северните хунну, той успява да постави Таримския басейн под контрола на Хан. По-късно неговият син Бан Юн също ръководи китайските владения в Тарим.
Той умира през 102 година в столицата Луоян.